# KTM・1090アドベンチャー
1090アドベンチャー（1090 ADVENTURE）は、2017年からKTM Sportmotorcycle AGが製造している、4ストローク1,050 ccのオートバイである。エンジンは1290スーパーアドベンチャーをベースとし、内径103 mm、行程63 mmへリサイズしている。また、マルチトラクションコントロールとABSも標準装備している。同年にはRモデルも販売されている。